# Leptotila battyi
Leptotila battyi är en fågel i familjen duvor inom ordningen duvfåglar. Den kategoriseras oftast som del av gråhuvad duva.

## Utseende och läte
Arten är en medelstor (25 cm) brun duva. Ovansidan är kastanjebrun med svartaktiga handpennor och handpennetäckare, medan den är grå på hjässa, nacke och strupe. Stjärten är brunaktig med vita spetsar på de två yttersta stjärtpennorna. Undersidan är vinröd, mot buken vit. Benen är matt röda. Ljuspannad duva (L. verreauxi) saknar den grå hjässan, är generellt mindre brunaktig och har mer vitt på de yttre stjärtpennorna. De har liknande läten, ihärdigt upprepade sorgsamma tvåstaviga "whoo-oooo", men battyi är djupare i rösten.

## Utbredning och systematik
Fågeln delas in i två underarter:
- Leptotila battyi malae – förekommer i Panama, i Stillahavssluttningen (södra Veraguas och västra Herrera), samt Cébaco-ön
- Leptotila battyi battyi – på Isla Coiba utanför Panama

Den kategoiseras ofta som del av gråhuvad duva (L. plumbeiceps).

## Status och hot
Fågelns levnadsmiljö försvinner, fragmentiseras och försämras i rask takt. Parat med jakt tros detta påverka artens bestånd negativt, så pass att den upptas på internationella naturvården IUCN:s röda lista för utrotningshotade arter, där den placeras i kategorin sårbar (VU). Beståndet är dock relativt stort, bestående av uppskattningsvis 50 000–100 000 vuxna individer, och på ön Coiba beskrivs den som mycket vanlig.

## Namn
Fågelns vetenskapliga artnamn hedrar en J. H. Batty (1846–1906) som samlade in typexemplaret.